# Mistrzostwa Ameryki i Pacyfiku w Saneczkarstwie 2017
6. Mistrzostwa Ameryki i Pacyfiku w saneczkarstwie odbyły się w dniach 16–17 grudnia 2016 w amerykańskim Park City. Zawodnicy rywalizowali w trzech konkurencjach: jedynkach kobiet, jedynkach mężczyzn oraz dwójkach mężczyzn.
U pań rywalizację wygrała reprezentantka Stanów Zjednoczonych Erin Hamlin. U panów najlepszy okazał się również Amerykanin Tucker West. Zaś rywalizację w duecie wygrała również ekipa gospodarzy w składzie: Matthew Mortensen i Jayson Terdiman.

## Terminarz
| Data            | Miejscowość | Konkurencja      | Złoto                                                 | Srebro                                          | Brąz                                            |
| --------------- | ----------- | ---------------- | ----------------------------------------------------- | ----------------------------------------------- | ----------------------------------------------- |
| 17 grudnia 2016 | Calgary     | Jedynki kobiet   | Erin Hamlin                                           | Emily Sweeney                                   | Alex Gough                                      |
| 16 grudnia 2016 | Calgary     | Jedynki mężczyzn | Tucker West                                           | Chris Mazdzer                                   | Taylor Morris                                   |
| 16 grudnia 2016 | Calgary     | Dwójki mężczyzn  | Stany Zjednoczone Matthew Mortensen · Jayson Terdiman | Stany Zjednoczone Justin Krewson · Andrew Sherk | Stany Zjednoczone Jake Hyrns · Anthony Espinoza |

## Wyniki

### Jedynki kobiet
- Data / Początek: Sobota 18 grudnia 2016

| Medal | Zawodniczka              | Narodowość        | 1. zjazd | 2. zjazd | Czas     | Strata |
| ----- | ------------------------ | ----------------- | -------- | -------- | -------- | ------ |
|       | Erin Hamlin              | Stany Zjednoczone | 44,649   | 44,608   | 1:29,257 | –      |
|       | Emily Sweeney            | Stany Zjednoczone | 44,718   | 44,666   | 1:29,384 | +0,127 |
|       | Alex Gough               | Kanada            | 44,769   | 44,815   | 1:29,584 | +0,327 |
| 4.    | Summer Britcher          | Stany Zjednoczone | 44,850   | 44,935   | 1:29,785 | +0,528 |
| 5.    | Kimberley McRae          | Kanada            | 45,000   | 45,010   | 1:30,010 | +0,753 |
| 6.    | Raychel Michele Germaine | Stany Zjednoczone | 45,113   | 45,031   | 1:30,144 | +0,887 |
| 7.    | Verónica María Ravenna   | Argentyna         | 45,164   | 45,442   | 1:30,606 | +1,349 |
| 8.    | Brooke Dori Apshkrum     | Kanada            | 45,412   | 45,485   | 1:30,897 | +1,640 |

### Jedynki mężczyzn
- Data / Początek: Niedziela 19 grudnia 2016

| Medal | Zawodnik           | Narodowość        | 1. zjazd | 2. zjazd | Czas     | Strata |
| ----- | ------------------ | ----------------- | -------- | -------- | -------- | ------ |
|       | Tucker West        | Stany Zjednoczone | 46,392   | 46,289   | 1:32,681 | –      |
|       | Chris Mazdzer      | Stany Zjednoczone | 46,554   | 46,489   | 1:33,043 | +0,362 |
|       | Taylor Morris      | Stany Zjednoczone | 46,699   | 46,578   | 1:33,247 | +0,566 |
| 4.    | Jonathan Gustafson | Stany Zjednoczone | 47,012   | 46,515   | 1:33,527 | +0,846 |
| 5.    | Mitchel Malyk      | Kanada            | 46,907   | 46,654   | 1:33,561 | +0,880 |
| 6.    | Reid Watts         | Kanada            | 47,852   | 47,214   | 1:35,066 | +2,385 |

### Dwójki mężczyzn
- Data / Początek: Sobota 18 grudnia 2016

| Medal | Zawodnicy                         | Narodowość        | Czas   | Strata |
| ----- | --------------------------------- | ----------------- | ------ | ------ |
|       | Matthew Mortensen/Jayson Terdiman | Stany Zjednoczone | 44,986 | –      |
|       | Justin Krewson/Andrew Sherk       | Stany Zjednoczone | 45,265 | +0,279 |
|       | Jake Hyrns/Anthony Espinoza       | Stany Zjednoczone | 45,339 | +0,353 |
| 4.    | Tristan Walker/Justin Snith       | Kanada            | 45,629 | +0,643 |

## Klasyfikacja medalowa
| Miejsce | Państwo           |   |   |   | Razem |
| ------- | ----------------- | - | - | - | ----- |
| 1.      | Stany Zjednoczone | 3 | 3 | 2 | 8     |
| 2.      | Kanada            | 0 | 0 | 1 | 1     |